# Eudonia vallesialis
Eudonia vallesialis là một loài bướm đêm trong họ Crambidae.